# Драгичевич, Мате
Мате Драгичевич (хорв. Mate Dragičević; 19 ноября 1979, Макарска) — хорватский футболист, нападающий.

## Карьера
Воспитанник хорватского клуба «Загреб». В начале своей карьеры выступал за ряд местных команд низших лиг, где нападающий хорошо проявил себя. В 2002 году форвард оказался в загребском «Динамо». В его составе он впервые стал чемпионом страны. Однако закрепиться в составе клуба он не смог. В 2004 году Драгичевич сменил «Динамо» на «Хайдук». В своем первом сезоне за него он вновь стал чемпионом Хорватии, однако затем нападающий выпал из основы команды.
В 2006 году хорват перешёл в коллектив Первого российского дивизиона ФК «Химки». Драгичевич помог «красно-черным» одержать итоговую победу в турнире и выйти в Премьер-Лигу. Зимой 2007 года хорват ездил на просмотр в бельгийский «Сент-Трюйден» и в «Айнтрахт» из Брауншвейга, но заключить контракт с ними ему не удалось. В итоге Драгичевич пополнил ряды хорватской «Пулы», сменившей затем свое название на «Истра 1961».
Вскоре хорват вновь переехал в зарубежное первенство. Он выступал в Австралии, Иране, Словакии, Боснии и Герцеговине и Албании. Наибольших успехов он добился в иранском «Персеполис», с которым нападающий стал чемпионом страны. Завершил свою карьеру Драгичевич на родине в полулюбительских коллективах.

## Достижения
- Чемпион Хорватии (2): 2002/03, 2004/05.
- Чемпион Ирана (1): 2007/08.
- Победитель первенства России среди команд Первого дивизиона (1): 2006.